# Friedensplatz Oberhausen

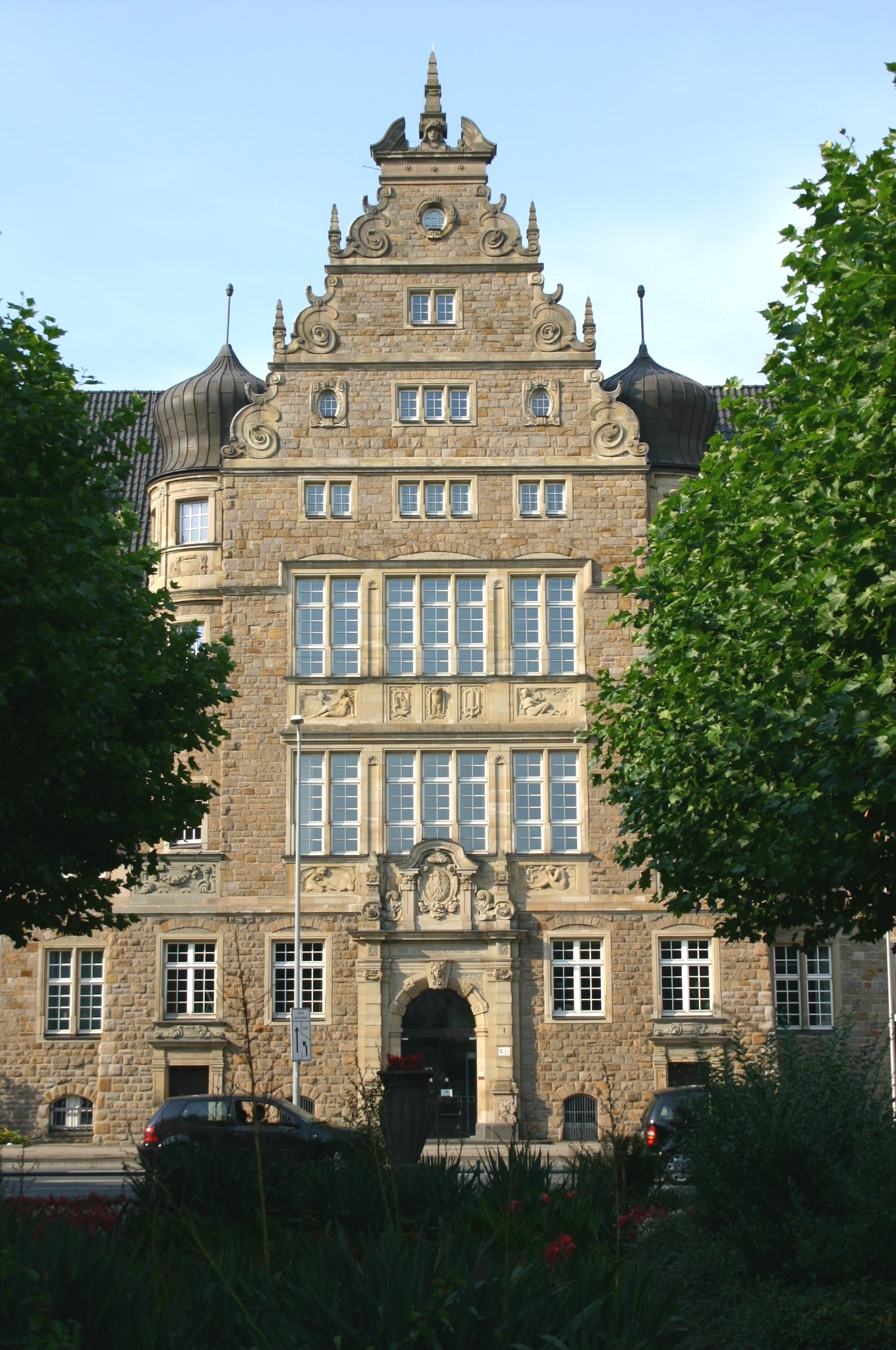
Amtsgericht Oberhausen (2008)

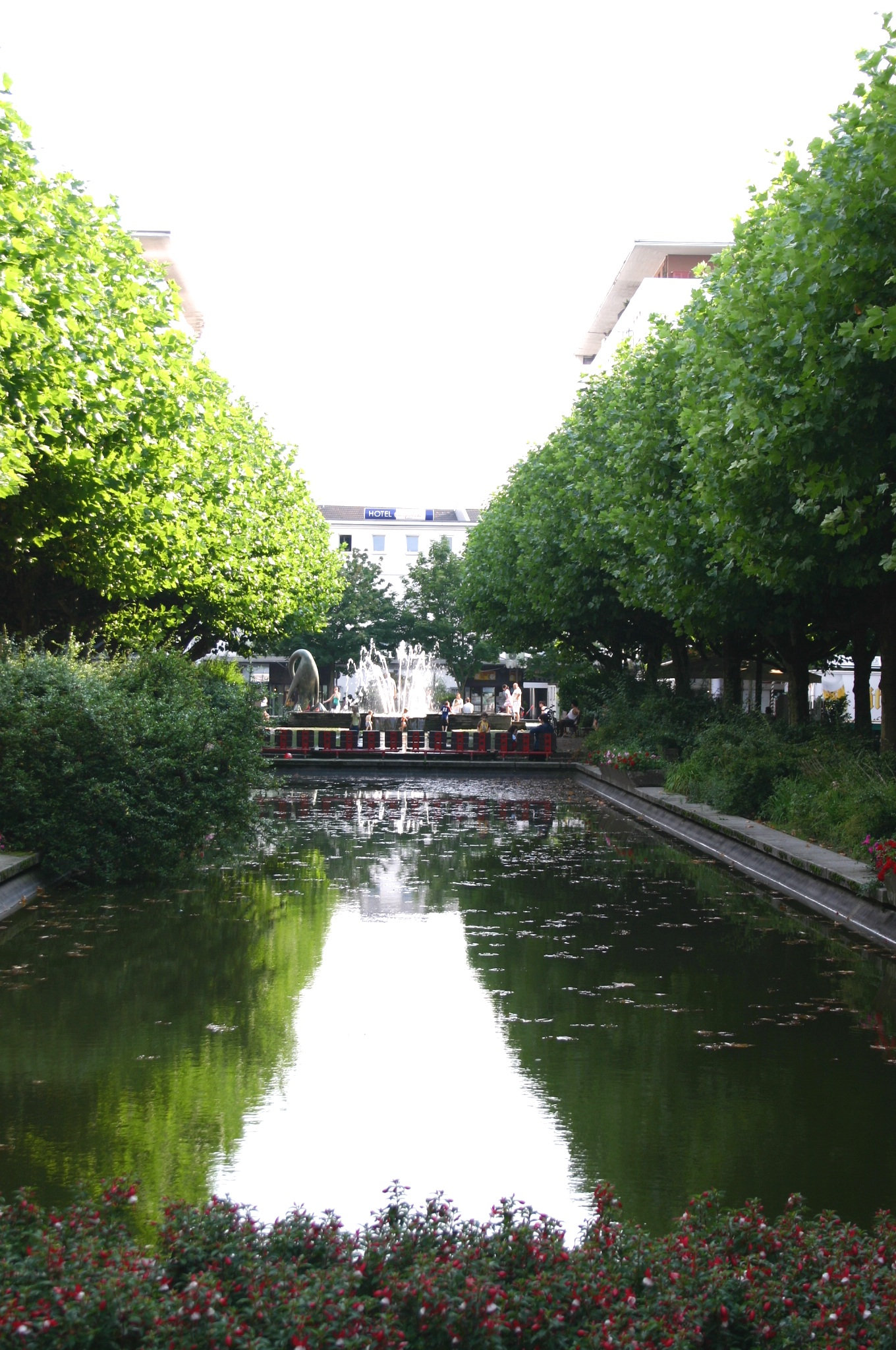
Friedensplatz in Richtung Süden (2008)

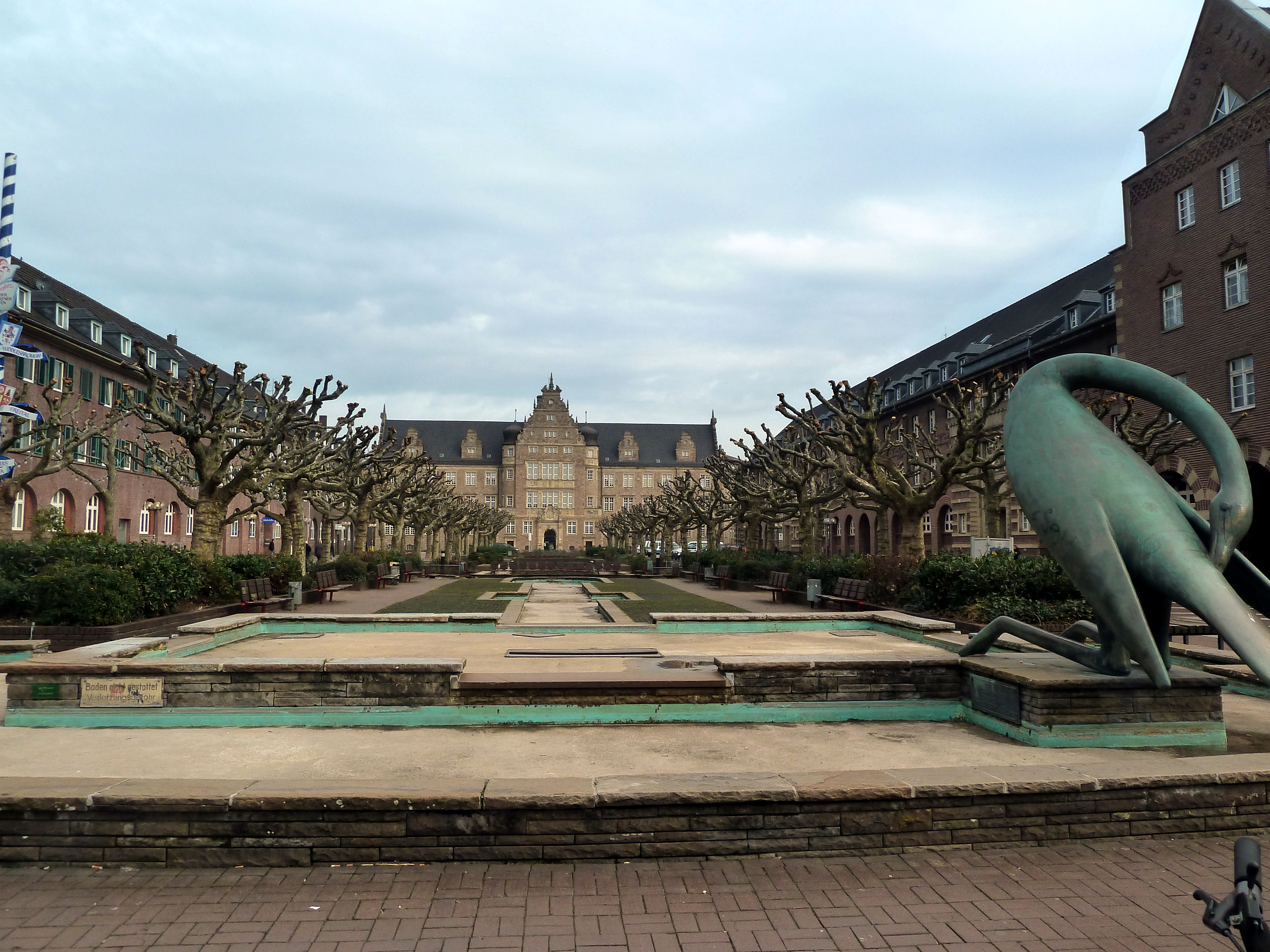
Platzansicht im Winter, im Vordergrund der „Schwan“ von Zoltan Székessy, 1962, Bronze (2011)

Der Friedensplatz ist ein parkartig gestalteter, verkehrsberuhigter Bereich in der Innenstadt von Oberhausen.

## Geschichte
Auf der Fläche des heutigen Platzes befand sich von 1854 bis 1902 das Betriebsgelände der Styrumer Eisenindustrie AG, die 1901 Konkurs anmeldete. Nach dem Abriss der Betriebsgebäude wollte die Stadt keine neue Industrieansiedlung mehr zulassen, da sie diese Brachfläche als ein wichtiges Bindeglied zwischen dem Bahnhof, dem Rathausviertel und dem Altmarkt ansah. Die Idee, an dieser Stelle das gewünschte neue Bahnhofsgebäude mit einem repräsentativen Bahnhofsvorplatz anzulegen, wurde bald wieder fallen gelassen, da sich die Bahnverwaltung an diesem Projekt nicht beteiligen wollte. Stattdessen wurde am nördlichen Rand der Freifläche das im Jahr 1907 fertiggestellte Amtsgericht erbaut, ein historisierendes Gebäude im Stil der Neorenaissance. Der davor angelegte Schmuckplatz, von dem sternförmig breit angelegte Straßen ausgingen, erhielt zunächst den Namen Kaiserplatz. In der Zeit der Weimarer Republik kam es nicht nur zu einer Umbenennung des Platzes (nunmehr Industrieplatz), sondern auch zu einer stadtplanerischen Umgestaltung. Die Diagonalführung der Straßen, die sich nicht mit dem in der Umgebung dominierenden rechtwinkligen Rastersystem vertrug, wurde aufgegeben und die neue Formgebung des Platzes näherte sich den für das Oberhausen der 1920er Jahre bestimmenden rechteckigen und strenger geometrischen Grundformen. Der etwa 180 Meter lange und 50 Meter breite Platz wurde nun an seinen beiden Längsseiten von neuen öffentlichen Gebäuden flankiert, die nach Entwürfen des Beigeordneten Eduard Jüngerich und des Stadtbaumeisters Ludwig Freitag zwischen 1924 und 1927 im Stil des Backsteinexpressionismus gestaltet wurden. Dazu gehören das Polizeipräsidium, eine Filiale der Reichsbank (später Landeszentralbank) sowie das städtische Finanz- und Katasteramt. Während des Dritten Reiches kam es zu einer Umbenennung in Adolf-Hitler-Platz, die 1945 wieder aufgehoben wurde. Seitdem gilt der Name Friedensplatz. 1955 erhielt der Platz auch an seiner südlichen Kopfseite einen baulichen Abschluss durch das von Hans Schwippert entworfene Europahaus, eine Doppelturmanlage mit Wohn- und Geschäftsräumen sowie einem Hotelbereich.

## Heutige Situation
Der seit den 1980er Jahren für den Motorverkehr gesperrte Platz ist in seiner heutigen Gestaltung gekennzeichnet durch eine Mittelachse aus länglichen Wasserbecken, die am südlichen Ende durch einen Springbrunnen abgeschlossen und von Blumenrabatten und Doppelreihen von Platanen gesäumt werden.
Der Friedensplatz wurde in zwei Themenrouten der Route der Industriekultur aufgenommen.